# Nepomyšl (zámek)
Nepomyšl je renesanční zámek, který vznikl přestavbou starší gotické tvrze, v Ústeckém kraji v okresu Louny. Stojí ve středu obce Nepomyšl, sedm kilometrů západně od Podbořan. Od roku 1964 je chráněn jako kulturní památka.

## Historie
Prvním známým majitelem Nepomyšle byl Petr z Janovic, který ji vlastnil mezi lety 1361 a 1370. Po něm je v roce 1386 uváděn Jetřich z Janovic. V první čtvrtině 15. století se rychle vystřídalo několik majitelů: Eliška Koldicová z Dubé (1409–1414), Ctibor Čepec z Libiše (do roku 1417) a roku 1418 ji drželi Jindřich z Elsterberka, Albrecht z Koldic a Oldřich z Koněprus.
Zmínku o samotné tvrzi písemné prameny obsahují až roku 1500, kdy se nacházela v majetku bratrů Jana a Jindřicha z Údrče. Podle Jiřího Úlovce však pochází první jasná zmínka o tvrzi až z roku 1550, kdy byla Nepomyšl v majetků Šliků.
Jako další majitel je roku 1510 uváděn hrabě Alexander z Leisneku a po něm jeho bratr Huk. Statek zdědila jeho dcera Amabilie, která ji roku 1539 prodala Albínu Šlikovi z Holíče. Brigita, vdova po Albínu Šlikovi, spravovala několik let majetek sama a potom ho prodala své příbuzné Elišce Šlikové. Eliška zemřela v roce 1566 a panství si rozdělili její děti Jindřich z Gutštejna z prvního manželství a Lukrécie Šliková z druhého. Ta roku 1571 prodala svou polovinu Jindřichovi, který se však velmi zadlužil a po jeho smrti muselo být panství prodáno.

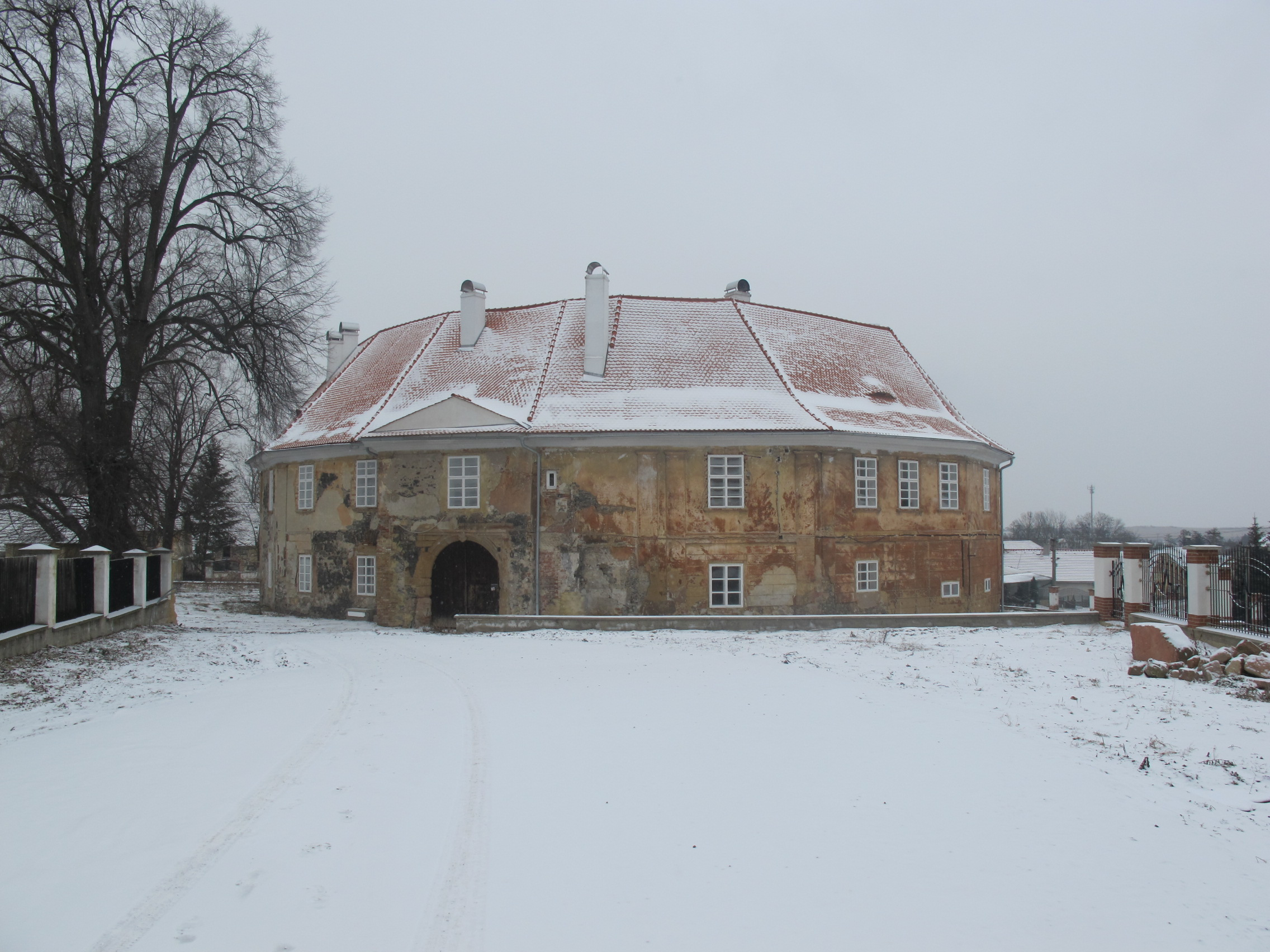
Stav před opravou fasády

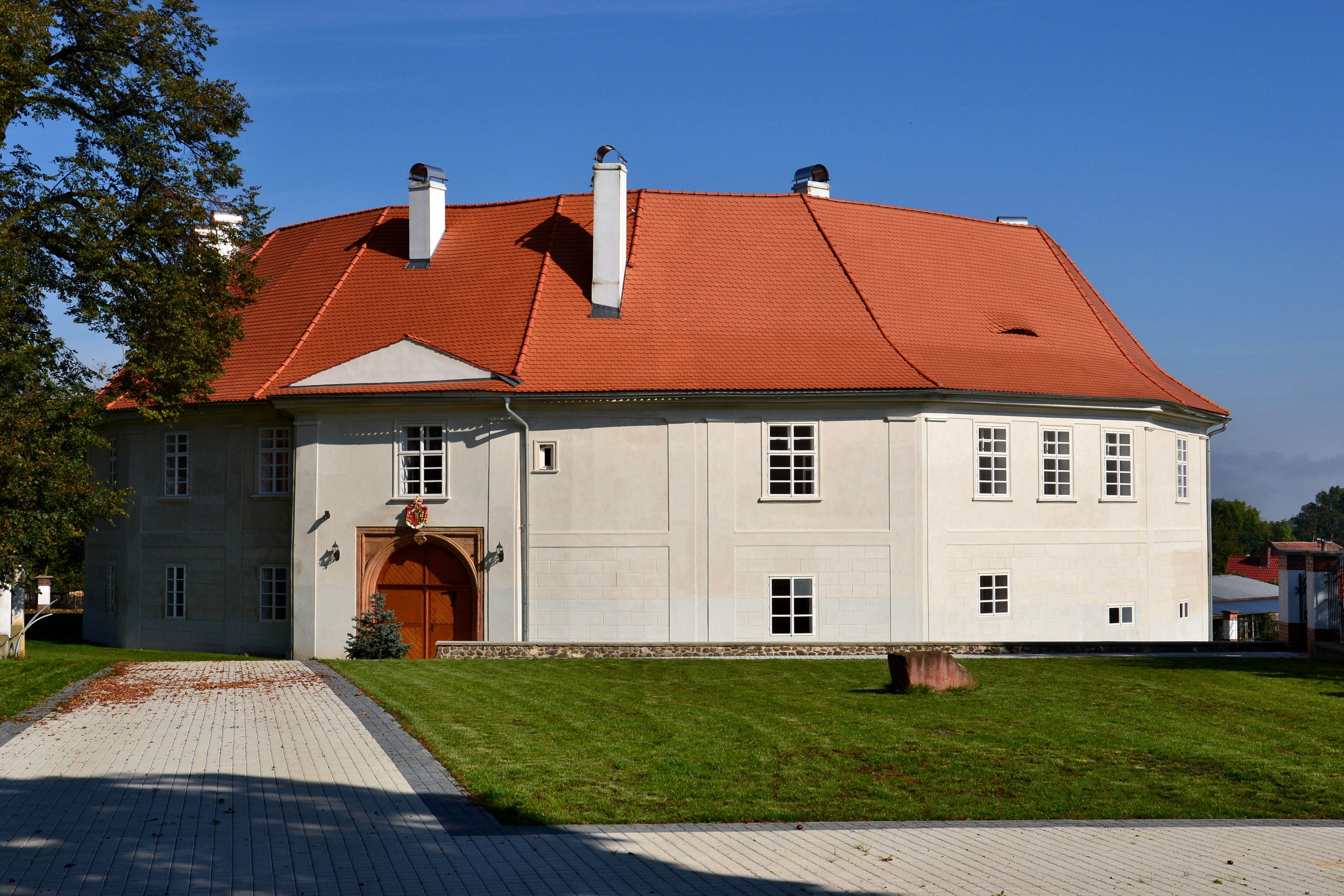
Stav po celkové rekonstrukci

Roku 1589 ho koupili bratři Jindřich, Václav, Jan, Asman a Adam ze Štampachu. Když v roce 1613 zemřel Jindřich ze Štampachu, který byl od roku 1597 jediným majitelem, zdědil panství jeho syn Kryštof Abraham ze Štampachu. Ten se zúčastnil stavovského povstání z let 1618–1620, za což mu byl majetek zkonfiskován. Novým majitelem panství se stal Heřman z Questenberka, který ho koupil za 8 000 kop míšeňských, a připojil k němu ještě Kolešovice, Strojetice a Soběchleby. Dědičkami se staly jeho manželka Alžběta a dcera Alžběta provdaná za Gundakara z Ditrichštejna.
Různé větve rodu Ditrichštejnů potom Nepomyšl vlastnily až do roku 1895, kdy ji zdědil Josef z Herberštejna, jehož rod vlastnil zámek až do roku 1945. Potom zámek získal Státní statek v Podbořanech, který ho neudržoval. Na zchátralý zámek byl dokonce roku 1989 vydán demoliční výměr. Zámek však zbořen nebyl a v roce 2012 byl novým majitelem zrekonstruován.

## Stavební podoba
Současný zámek má na vnější straně půdorys nepravidelného šestnáctiúhelníku a nádvoří má stran devět. Podle stavebně historického průzkumu Heleny Soukupové z roku 1981 vznikla tvrz v první polovině 14. století. Už tehdy se zřejmě jednalo o okrouhlý areál s trojprostorovou stavbou v severní části, která se zachovala v objemu současného zámku. Budova byla od počátku zapojena do obvodového ohrazení, ale od přilehlých úseků původní hradby ji oddělují spáry. Obvodová zeď tedy pravděpodobně byla v mladší gotické fázi postavena znovu na místě starší hradby nebo jiného typu opevnění. Ke stavbě hradby došlo na přelomu 14. a 15. století, kdy bylo také přistavěno jižní křídlo s věžovitou branou. Kolem roku 1550 Šlikové doplnili obvodovou zástavbu o západní a východní křídlo. Malý volný prostor, který zůstal v sousedství brány, byl zastavěn během barokních a klasicistních úprav. Koncem 18. století bylo zbouráno druhé patro.
Prostory v suterénu mají valené klenby a dochovalo se v nich několik gotických portálů. Uvnitř zámku se dochovaly různými druhy kleneb zaklenuté prostory a malovaný trámový strop.